# Heartbeat (serie televisiva 2016)
Heartbeat è una serie televisiva statunitense trasmessa nel 2016 dalla National Broadcasting Company (NBC).
Si tratta di un Medical drama, basato sulla autobiografia della dottoressa Kathy Magliato, Heart Matters: Memoir of a Female Heart Surgeon. La serie è ambientata nell'ospedale Saint Matthew di Los Angeles e racconta la vita privata di Alexandra Panttiere tra un intervento chirurgico e l'altro. La serie venne cancellata dalla NBC dopo una sola stagione.